# Zukünfte
Zukünfte – Zeitschrift für Zukunftsgestaltung & vernetztes Denken war die einzige in Deutschland erscheinende interdisziplinäre Zeitschrift für Zukunftsforschung und Zukunftsgestaltung. Konzipiert und gegründet hat sie Klaus Burmeister im Jahr 1991. Seit dem Tod ihres Chefredakteurs Erhard O. Müller am 13. Mai 2008 ist die Zeitschrift nicht mehr erschienen.

## Herausgeber
Herausgegeben wurde die Zeitschrift vom Netzwerk Zukunft – Gesellschaft für Zukunftsgestaltung e. V. und dem IZT – Institut für Zukunftsstudien und Technologiebewertung.
Das Netzwerk Zukunft wurde 1989 mit dem Ziel gegründet, Zukunftsforschung und bürgerschaftliches Engagement für eine nachhaltige gesellschaftliche Entwicklung im Sinne Robert Jungks zu stärken. Es besteht aus ca. 30 lokalen Knoten in Deutschland, Österreich, der Schweiz und den USA. Seinem Selbstverständnis nach besteht seine Aufgabe darin, angesichts der globalen ökologischen und sozialen Probleme Visionen für eine bessere Zukunft mitzuentwickeln, zu sammeln, weiterzugeben und die Durchführung sozialer Experimente zu fördern. Neben der Mitherausgabe der Zeitschrift werden Zukunftsgespräche, -werkstätten und andere Veranstaltungen durchgeführt.
Zum Gründungskuratorium des Netzwerk Zukunft gehörten u. a. Robert Jungk, Ossip K. Flechtheim, Martin Jänicke, Rolf Schwendter, Lea Rosh, Mike Cooley, Riccardo Petrella und Rolf Kreibich. Der Verein hat ca. 150 Mitglieder und über 25 dezentral arbeitende Netzwerkknoten.
Das IZT ist eine 1981 gegründete gemeinnützige Forschungseinrichtung. Hauptaufgaben des IZT sind die Durchführung von Forschungsprojekten, wissenschaftlichen und öffentlichen Veranstaltungen, die Erstellung von Gutachten und die Beratung von Politik, Wirtschaft, Kultur und Zivilgesellschaft. Im Mittelpunkt der Arbeit stehen die Erforschung und Entwicklung von ökologisch, sozial und generativ verträglichen Lösungsstrategien in Wirtschaft und Gesellschaft.

## Entwicklung
Entstanden ist die Zeitschrift aus dem Netzwerk-Rundbrief. Konzipiert und realisiert hat sie Klaus Burmeister. Die erste Ausgabe erschien im November 1991 zum Schwerpunktthema Mobilität mit Beiträgen von Karl Otto Schallaböck, Wilgart Schuchardt, Markus Petersen, Markus Hesse, Uta Bauer, Dieter Teufel, Michael Müller, Hans und Annette Boĕs, Robert Jungk, Gerhard Kocher, Weert Canzler, Eduardo Galeano, Klaus Burmeister und Katrin Gillwald.
Seit Juni 1997 ist das Magazin future management – forum für zukunftsfähiges wirtschaften ebenfalls Teil der Zeitschrift Zukünfte. Themenzentriert bildet diese Rubrik ein Forum für die praxisrelevante Diskussion ökonomischer Aspekte der Nachhaltigkeit.
Im Mai 1998 fand eine Fusion mit der Zeitung forum bürgerbewegung statt, die seither als Forum für Bürgerbeteiligung & gesellschaftlichen Dialog in einem eigenständigen Teil der Zeitschrift erscheint. Thematischer Schwerpunkte sind Initiativen und Modelle der Bürgerbeteiligung, des gesellschaftlichen Dialogs und der demokratischen Vernetzung von Zukunftswissen.

## Aufbau
Jede Ausgabe der ca. 80-seitigen Zeitschrift widmet sich in ihrem vorderen Teil einem thematischen Schwerpunkt, zu dem nationale und internationale Experten aus Wissenschaft, Wirtschaft, Politik und Zivilgesellschaft Beiträge verfassen.
Den Mittelteil der Zeitschrift bildet das „forum bürgerbewegung“, dessen Wurzeln in der demokratischen Revolution des Herbstes 1989 liegen. In diesem Teil steht die Berichterstattung über bürgergesellschaftliche Projekte wie z. B. die kommunalen Aktivitäten für eine „Lokale Agenda 21“ im Vordergrund. Explizit wird dabei angestrebt, einen Ost-West-Dialog über elementare Zukunftsfragen zu entwickeln, in dem sich auch unterschiedliche Sichtweisen auf Zukunftsgestaltung widerspiegeln.
Den hinteren Teil der Zeitschrift bilden regelmäßige Rubriken. Insbesondere zählt dazu die Berichterstattung aus den wissenschaftlichen Instituten im Netzwerk Zukunft wie z-punkt, IZT und dem Sekretariat für Zukunftsforschung (sfz). Vorgestellt werden Resultate und Erkenntnisse aus aktuellen Forschungsprojekten.
Den Schluss der Zeitschrift bildet ein Service-Teil, in dem über Termine und „futures news“ informiert sowie in Zusammenarbeit mit der Robert-Jungk-Bibliothek für Zukunftsfragen in Salzburg neuere Zukunftsliteratur rezensiert wird.

## Themen
Zielrichtung der Zeitschrift war es, Stellung zu grundlegenden Zukunftsfragen zu beziehen und einen gesellschaftlichen Dialog über nachhaltige Perspektiven zu eröffnen.
Die Schwerpunkte greifen aktuelle oder dringende gesellschaftliche Diskurse auf bzw. versuchen, diese anzustoßen und mit Orientierungswissen auszustatten. Sie liegen in den Bereichen Nachhaltige Entwicklung, Zukunftstechnologien, soziale Innovationen, nachhaltige Produktionsweisen und Technologiebewertung, zukunftsfähige Unternehmensstrategien und ökologisches Wirtschaften, partizipative Demokratiemodelle, Konzepte zur Zukunft des Sozialstaats, Geschlechtergerechtigkeit und Gesundheit, Stadt- und Regionalentwicklung, Informations- und Kommunikationstechniken und neue Medien sowie neue Lebensstile und nachhaltige Konsummuster.

## Autoren
Das Autorenspektrum der Zeitschrift ergibt sich besonders aus den Schwerpunktthemen der jeweiligen Ausgabe. Es reicht von der etablierten Politik und dem Wirtschaftsmanagement über Akteure aus bürgerschaftlichen Zusammenhängen und der „Alternativszene“ bis zu Wissenschaft und Forschung. Angesichts der Vielschichtigkeit und Komplexität der aufgerufenen Schwerpunktthemen wird die Autorenschaft so zusammengestellt, dass einerseits die verschiedenen Positionen und Perspektiven sichtbar werden und andererseits ein dialogisches Moment angelegt wird. Zu den allgemein bekannteren Autoren zählen Franz Alt, Hans-Peter Dürr, Johannes Rau, Udo Ernst Simonis, Rolf Kreibich, Gisela Notz und Pierre Bourdieu.

## Zitat
„Zukünfte steht für den Trennungsschmerz durch den Verlust sicherer Wahrheiten, für die selbstgewählte Heimatlosigkeit in einer Welt ohne Gegenmodelle und für die Bereitschaft, sich der Konfrontation mit einer dynamischen Welt, mit antagonistischen Interessenslagen, mit wachsenden Risiken und mit unübersehbaren sozialen Konfliktherden zu stellen. Der Lohn der Trennungsarbeit fällt spärlich aus. Zukünfte wird keinen Gegenentwurf zum Bestehenden liefern können. Zukünfte wird keine Kathedrale des neuen Denkens. Zukünfte wird irren.“

## Zum Titel der Zeitschrift
Der ungewöhnliche Plural „Zukünfte“ hebt sich bewusst von dem eigentlich als Singularetantum geläufigen Begriff „Zukunft“ ab. Er soll die Offenheit und die Pluralität zukünftiger Entwicklungen unterstreichen. Dabei lässt sich in mögliche, wahrscheinliche und wünschbare Zukünfte unterscheiden.
Anders als z. B. in der Geschichtswissenschaft stellt das Forschungsobjekt der Zukunftsforschung einen Topos dar, der nicht näher bestimmt ist. Vielmehr kann der Raum zukünftiger Entwicklungen als ein beweglicher Trichter aufgefasst werden, der sich zur ferneren Zukunft hin öffnet und dabei immer weniger determinierbar wird. Maßgeblich ist dabei das tatsächliche Verhalten der Akteure in der Zeit, das allerdings z. B. durch Leitbilder und andere normative oder intrinsische Rahmenbedingungen beeinflusst wird. Damit wird der Frage „Wie werden wir in Zukunft leben?“ die Frage „Wie wollen wir in Zukunft leben?“ gleichberechtigt beigeordnet.
Darauf begründet sich der Anspruch der Zukunftsforschung, neben Faktenwissen auch Bewertungs-, Orientierungs- und Gestaltungswissen in den Erkenntnisprozess einzubeziehen.

## Weiterführende Literatur
- Rolf Kreibich: Zukunftsforschung (PDF; 176 kB). ArbeitsBericht Nr. 23. IZT – Institut für Zukunftsstudien und Technologiebewertung. Berlin 2006.
- Karlheinz Steinmüller, Rolf Kreibich, Christoph Zöpel (Hrsg.): Zukunftsforschung in Europa. Ergebnisse und Perspektiven. ZukunftsStudien Nr. 22. Nomos Verlag, Baden-Baden 2000.
- Rolf Kreibich: Zukunftsforschung. In: Bruno Tietz, Richard Köhler, Joachim Zentes (Hrsg.): Handwörterbuch des Marketing, 2. Ausgabe. Schäffer-Poeschel Verlag, Stuttgart 1995.